# Esmeralda (Schiff, 1896)
Die 1896 der chilenischen Marine gelieferte Esmeralda war der erste Panzerkreuzer, der bei Armstrong, Mitchell & Co. in Elswick gebaut wurde. Sie war schon das vierte Schiff der Armada de Chile, das den Namen Esmeralda trug. Der Panzerkreuzer wurde erst 1929 außer Dienst gestellt und 1933 abgebrochen.

## Baugeschichte
Die Konzeption des Schiffes basierte auf den Ergebnissen der Seeschlacht am Yalu im Japanisch-Chinesischen Krieg, in dem die Zahl der in Gefecht gebrachten Geschütze und die Geschwindigkeit der Schiffe den Ausschlag für den japanischen Sieg gegeben hatten. Für die Konstruktion zeichnete Philip Watts verantwortlich, seit 1885 der Chefkonstrukteur von Armstrong Mitchell & Co. Am 15. Mai 1895 wurde der Bauvertrag unterzeichnet und am 4. Juli erfolgte die Kiellegung des Neubaus Nr. 639 auf der Armstrong-Werft in Elswick bei Newcastle upon Tyne. Am 14. April 1896 lief die zweite bei Armstrong für die chilenische Marine gebaute Esmeralda vom Stapel und wurde am 4. September 1896 als einer der stärksten und schnellsten Kreuzer ihrer Zeit ausgeliefert.

### Beschreibung

Die Esmeralda, 1915

Der äußere Eindruck zeigte einen größeren Kreuzer mit dem typischen Aussehen der Elswick-Kreuzer mit einem durchgehenden Deck und relativ hohem Freibord. Die beiden Schornsteine standen weiter auseinander und waren im Verhältnis nicht so hoch wie die anderer Kreuzer der Werft. Die beiden Masten hatten bewaffnete Marsen.
Der Stahlrumpf war mit Holz und Kupfer verkleidet, wie bei vielen britischen Kreuzern für den Einsatz in den Tropen, um den Bewuchs zu reduzieren, und war in 18 wasserdichte Abteilungen unterteilt. Die Kapazität der Kohlenbunker betrug normalerweise 550 Tonnen, maximal war die Mitnahme von 1350 Tonnen Kohlen möglich. Die Panzerung war in Harvey-Stahl ausgeführt und bestand aus einem Panzerdeck wie bei den Elswick-Kreuzern von einer Stärke von 25 bis 51 mm (1 bis 2 Zoll) und einem Gürtelpanzer von 106,75 m (350 ft) Länge, der im zentralen Bereich des Schiffes 2,1 m (7 ft) hoch und 152 mm (6 Zoll) stark war und zu den Enden dünner wurde. Angetrieben wurde die Esmeralda von zwei Vierzylinder-Dreifach-Expansionsmaschinen von zusammen 16.000 PSi, die auf zwei Schrauben wirkten.
Die Hauptbewaffnung bestand aus zwei schweren 20,3-cm-L/40-EOC/Armstrong-Kanonen die einzeln an Bug und Heck hinter 113-mm-Schutzschilden aufgestellt waren. Diese Waffe war zuvor schon auf dem chilenischen Kreuzer Blanco Encalada und der argentinischen Buenos Aires, beides Geschützte Kreuzer, gleichartig installiert worden.
Die 16 Kanonen starke Mittelartillerie bestand aus 15,2-cm–L/40-Schnellfeuergeschützen „6 Zoll/40 QF“ der Bauart Armstrong, von denen die ersten und letzten jeder Seite in Kasematten am Ende der Deckshäuser aufgestellt waren. Vier weitere standen ein Deck höher neben den Aufbauten. Die übrigen acht Geschütze bildeten auf jeder Seite eine Batterie auf dem Oberdeck zwischen den Deckshäusern und seitlich der Schornsteine. Ergänzt wurde die Bewaffnung durch acht 7,6-cm-L/40-12-Pfünder, neun 5,7-cm-L/42-6-Pfünder des Herstellers Nordenfelt, zwei 4,7-cm-L/40-Hotchkiss-3-Pfünder und acht Maxim-Maschinengewehre. Darüber hinaus verfügte der Kreuzer über drei Torpedorohre im Kaliber 45,1 cm, von denen eines fest unter Wasser im Bug und zwei drehbar an den Seiten installiert waren.

## Einsatzgeschichte
Nach dem Kanonenboot Arturo Prat (1.380 tn.l.), das schon während des Baues an Japan (Tsukushi) verkauft worden war, der dritten Esmeralda (2.950 tn.l.), die nach zehn Dienstjahren 1894 nach Japan verkauft wurde, und dem Kreuzer Blanco Encalada (4.420 tn.l.) war der Panzerkreuzer Esmeralda das vierte Schiff, das Armstrong für die Armada de Chile baute. Allerdings hatte Chile während der Verhandlungen zum Bau der Esmeralda mit der Ministro Zenteno von 3.438 tn.l. noch einen weiteren kleineren Kreuzer erworben, der am 10. Juli 1896 seine Herstellertests abschloss. Dieser Kreuzer war für Brasilien konstruiert worden, konnte aber wegen Zahlungsschwierigkeiten des Auftraggebers im September 1895 durch Chile erworben werden.
Die Esmeralda wurde am 4. September 1896 von Chile übernommen und verließ erst Ende März 1897 Plymouth in Richtung Südamerika zusammen mit der Ministro Zenteno und bei Laird Brothers in Birkenhead gebauten Torpedoschiffen (dem Torpedokanonenboot Almirante Simpson und den Zerstörern Capitán Muñóz Gamero, Capitán Orella, Teniente Serrano und Guardiamarina Riquelme.) Der Verband sammelte sich Anfang April 1897 bei den Kanarischen Inseln und querte dann den Atlantik, um am 29. April in Rio de Janeiro einzulaufen. Bis Ende Juni erreichten alle Einheiten Valparaíso.

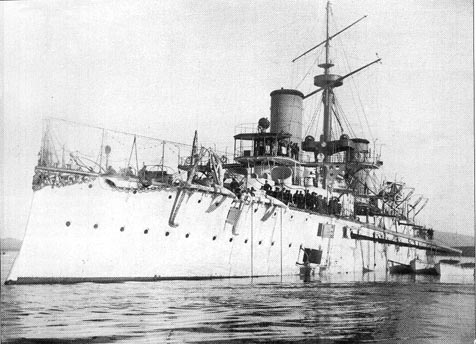
Der argentinische Panzerkreuzer General Garibaldi

Chile verfügte damit über einen der modernsten und leistungsfähigsten Kreuzer weltweit. Allerdings hatte der Nachbar Argentinien schon Ende 1896 mit dem Panzerkreuzer General Garibaldi aus Italien ein vielleicht noch stärkeres, wenn auch langsameres Schiff erhalten. Die Lieferung beider Schiffe war der Beginn eines Wettrüstens zwischen den beiden Staaten, das über die Jahrhundertwende anhielt, die in dieser Zeit andauernd am Rand eines bewaffneten Konflikts standen. Chile bestellte daher schon vor der Fertigstellung der Esmeralda mit der noch stärkeren O’Higgins (8.500 tn.l.) einen weiteren Panzerkreuzer bei Armstrong, der 1898 abgeliefert wurde. Die beiden Panzerkreuzer blieben bis 1921 die stärksten Schiffe der chilenischen Flotte, da Chiles erste Linienschiffe als Swiftsure-Klasse während des Baues an Großbritannien verkauft und die dann bestellten Schlachtschiffe wegen des Weltkrieges nicht ausgeliefert wurden und nach diesem nur noch die Almirante Latorre angekauft wurde.

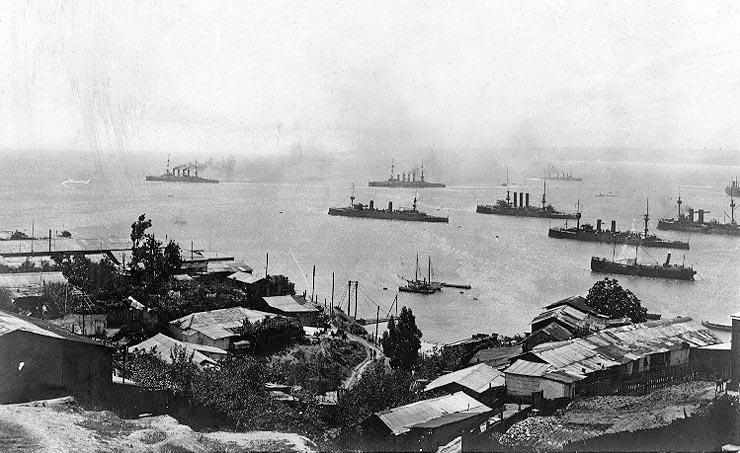
Das deutsche Ostasiengeschwader (im Hintergrund) beim Verlassen von Valparaíso nach dem Seegefecht bei Coronel; im Vordergrund die chilenische Flotte, links die Esmeralda

Am 18. Dezember 1907 brachte sie aus Valparaíso Truppen zur Unterdrückung der streikenden Salpeter-Arbeiter, später Massaker in der Schule Santa María de Iquique.
Am 2. Mai 1910 besuchte sie zusammen mit dem Flottenflaggschiff O’Higgins Buenos Aires zur Flottenschau anlässlich der Feiern zum 100. Jahrestag der Gründung der Republik Argentinien.
Am 14. September 1910 war sie an einer Flottenschau in Valparaíso anlässlich der Feiern zum 100. Jahrestag der Gründung der Republik Chile beteiligt. Anschließend wurde der Kreuzer überholt, erhielt neue Niclausse-Wasserrohrkessel und gab vier seiner 15,2-cm-Geschütze ab.
1914 befand sich die Esmeralda mit anderen Einheiten der chilenischen Flotte in Valparaíso, als Teile des deutschen Ostasiengeschwaders dort nach dem Seegefecht bei Coronel einliefen und sich versorgten.
Am 18. März 1915 trafen die Esmeralda mit der Ministro Zenteno vor der Robinson-Crusoe-Insel ein, wo die britischen Kreuzer Kent und Glasgow den deutschen Kreuzer Dresden in der Cumberland-Bucht vernichtet hatten. Die britischen Kreuzer zogen sich zurück, als die chilenischen Kreuzer die überlebenden Deutschen an Bord nahmen, um sie zu internieren. Die Esmeralda transportierte die Besatzungsangehörigen der Dresden nach Valparaíso. Da die Briten gegen die Unterbringung auf deutschen Schiffen, die dort auflagen, protestierten, wurde die Kreuzerbesatzung schließlich von der Esmeralda und der Blanco Encalada zur Insel Quiriquina verbracht, wo sie bis zum Kriegsende interniert blieb.
1929 wurde der veraltete Panzerkreuzer Esmeralda außer Dienst gestellt, 1930 entwaffnet verkauft und 1933 verschrottet.

## Die anderen Schiffe mit dem NamenEsmeralda
Drei Schiffe der chilenischen Marine hatten zuvor schon den Namen Esmeralda geführt:
- die erste Esmeralda, eine ehemals spanische Fregatte von 950ts, die in Callao im November 1820 von den aufständischen Chilenen unter Admiral Cochrane erobert wurde aber noch im selben Jahr in Valdivia umbenannt wurde;
- die zweite Esmeralda, eine 1854 gebaute Korvette von 854 ts, die als Flaggschiff der chilenischen Flotte am 21. Mai 1879 im Seegefecht von Iquique unter Arturo Prat Chacón sank;
- die dritte Esmeralda, 1884 als schnellster Kreuzer der Welt und erster der sogenannten Elswick-Kreuzer kam nicht in den Dienst der chilenischen Marine, sie wurde 1894 nach Japan verkauft.
- die vierte Esmeralda war der Panzerkreuzer von 1895
- die fünfte Esmeralda, eine ehemals kanadische Fregatte der River-Klasse, die von 1946 bis 1966 in Dienst war, aber schon 1952 in Baquedano umbenannt wurde, um den Namen Esmeralda für das folgende Schulschiff zu nutzen;
- die sechste Esmeralda, das Segelschulschiff der chilenischen Marine, die aus Spanien angekauft 1954 in Dienst kam und als Viermast-Barkentine recht einmalig getakelt ist.